# Susanne Glesnes
Susanne Glesnes (Bergen, 1 de dezembro de 1974) é uma ex-jogadora de vôlei de praia norueguesa que disputou duas edições dos Jogos Olímpicos de Verão, a primeira em 2004 na Grécia e a outra em 2008 na China, e possui a medalha de prata no Campeonato Europeu de Vôlei de Praia de 2004 e medalhista de bronze em 2008, ambos resultados na Alemanha.

## Carreira
No ano de 1999, formou dupla com Kathrine Maaseide e disputaram o Campeonato Europeu em Palma de Maiorca, terminaram em décimo terceiro lugar, mesmo posto na etapa Challenge de Porto San Giorgio, participaram do Campeonato Mundial em Marselha e terminaram no quadragésimo primeiro lugar e no Aberto de Espinho estrearam circuito mundial, obtendo como melhor resultado o trigésimo sétimo lugar no Aberto de Osaka. 
Na tempora posteror, jogou com Kathrine Maaseide e competiram no Campeonato Europeu de 2000 nas cidades de Guecho e Bilbau, quando  terminaram em décimo terceiro lugar, finalizaram em quinto lugar no Challenge de Xilocastro e como melhor desempenho pelo circuito mundial tiveram o décimo sétimo lugar no Aberto de Fortaleza.
No ano de 2001, atuou novamente com Kathrine Maaseide, finalizaram em nono lugar no Challenge de Xilocastro, mesmo posto no Campeonato Europeu de 2001 em Jesolodisputaram o Campeonato Mundial de Klagenfurt e obtiveram o décimo sétimo lugar, e no circuito mundial o melhor resultado da parceria foi o nono posto no Aberto de Maoming.
Em 2002, esteve com Kathrine Maaseide e competiram juntas no Campeonato Europeu de Basileia e finalizaram na quinta colocação,, mesmo posto obtido no Grand Slam de Marselha e no Aberto de Vitória, estes foram os melhores desemenhos no circuito.
Atuou com Kathrine Maaseide e finalizou na nona posição no Campeonato Europeu de 2003, este sediado em Alanya; e no mesmo ano também disputaram o Circuito Mundial de Vôlei de Praia, obtendo como melhor feito o nono lugar no Aberto de Rodes e ainda, terminaram no trigésimo sétimo lugar no Campeonato Mundial de Vôlei de Praia de 2003 realizado no Rio de Janeiro.
Compondo dueto com Kathrine Maaseide, sagrou-se medalhista de prata no Campeonato Europeu de 2004 em Timmendorfer Strand e competiram nos eventos do Circuito Mundial de Vôlei de Praia de 2004, terminando na sétima posição nos Grand Slams de Berlim e Klagenfurt, e na mesma jornada esportiva participaram da edição dos Jogos Olímpicos de Verão de Atenas e finalizaram na décima nona posição e desfizeram a dupla ao final da temporada, ficando inativa em 2005.
Nas competições de 2006 retomou a dupla com Kathrine Maaseide e conquistaram o sétimo lugar no Aberto de Acapulco e o quinto posto no Aberto de Varsóvia, como melhores desempenhos da parceria pelo circuito mundial.Juntas permaneceram no ano de 2007, terminaram no quinto lugar no Campeonato Europeu de Valencia, ainda conquistou os seguintes resultados pelo Circuito Mundial de Vôlei de Praia deste ano:  quinto lugar no Grand Slam de Klagenfurt,  nono lugar nos Abertos de Xangai e Seul, assim como no Grand Slam de Stavanger, mesmo posto obtido na edição do Campeonato Mundial de Vôlei de Praia de 2007 realizado em Gstaad.
No Campeonato Europeu de Vôlei de Praia de 2008 sediado em Hamburgo conquistou a medalha de bronze com Kathrine Maaseide e no Circuito Mundial de Vôlei de Praia de 2008, obtendo o quinto posto no Aberto de Kristiansand,o nono lugar no Aberto de Stare Jablonki, também nos Grand Slams de Moscou e Gstaad, além do décimo terceiro lugar no Aberto de Barcelona,  conquistaram os nonos lugares nos Grand Slam de Moscou e Klagenfurt, ainda nesta jornada disputou sua segunda edição consecutiva dos Jogos Olímpicos de Verão, estes realizados em Pequim, ocasião que finalizaram na nona posição. e se aposentou.